# Verwaltungsgemeinschaft Zschopau
Die Verwaltungsgemeinschaft Zschopau in Sachsen besteht aus
- Zschopau mit den Ortsteilen Stadt Zschopau, Krumhermersdorf, Ganshäuser, Feldgüter, Bornwaldhäuser und Wilischthal
- Gornau/Erzgeb. mit den Ortsteilen Gornau, Dittmannsdorf und Witzschdorf.

Die Verwaltungsgemeinschaft trat am 1. Juli 2000 in Kraft. Im Gemeinschaftsausschuss hat Zschopau fünf Sitze und Gornau vier Sitze. Zschopau ist die erfüllende Gemeinde und Verwaltungssitz.